# Cormontreuil
Cormontreuil is een gemeente in het Franse departement Marne (regio Grand Est). De gemeente telde 6.454 inwoners op 1 januari 2022. De plaats maakt deel uit van het arrondissement Reims. Het is een deel van de stedelijke agglomeratie van Reims.

## Geschiedenis
De oudste vermelding van de plaats, toen nog Curtis Monasteriolis, dateert van omstreeks 850. Het grondgebied van de gemeente behoorde toe aan verschillende abdijen. In 1159 financierde de Abdij van Saint-Pierre-les-Dames de bouw van de eerste kerk in Cormontreuil. In 1359 tijdens de Honderdjarige Oorlog werden alle gebouwen in Cormontreuil en ook in naburige gehuchten met de grond gelijk gemaakt door de Fransen in aanloop van de belegering van Reims door het Engelse leger. In januari 1360 hieven de Engelsen het beleg op bij gebrek aan voorraden. De bevolking van de gehuchten rond de stad was gevlucht en pas in de loop van de 16e eeuw herstelde de streek zich. In die periode werd de kerk heropgebouwd. In 1686 werd Cormontreuil, dat tot dan afhing van de parochie Saint-Jean in Reims een zelfstandige parochie. De plaats telde toen ongeveer 340 inwoners.
In de loop van de 19e eeuw groeide de bevolking; arbeiders uit Reims vestigden zich in Cormontreuil omdat de prijzen daar lager waren. In 1883 kwam er een treinstation. Bijna de helft van de gebouwen in de gemeente werd vernield tijdens de Eerste Wereldoorlog bij de gevechten rond Reims. Vanaf 1959 transformeerde de gemeente van een dorp naar een stedelijke omgeving.

## Geografie
De oppervlakte van Cormontreuil bedroeg op 1 januari 2022 4,62 vierkante kilometer; de bevolkingsdichtheid was toen 1.397 inwoners per km². De gemeente ligt aan de Vesle, ten oosten van Reims. 
De onderstaande kaart toont de ligging van Cormontreuil met de belangrijkste infrastructuur en aangrenzende gemeenten.

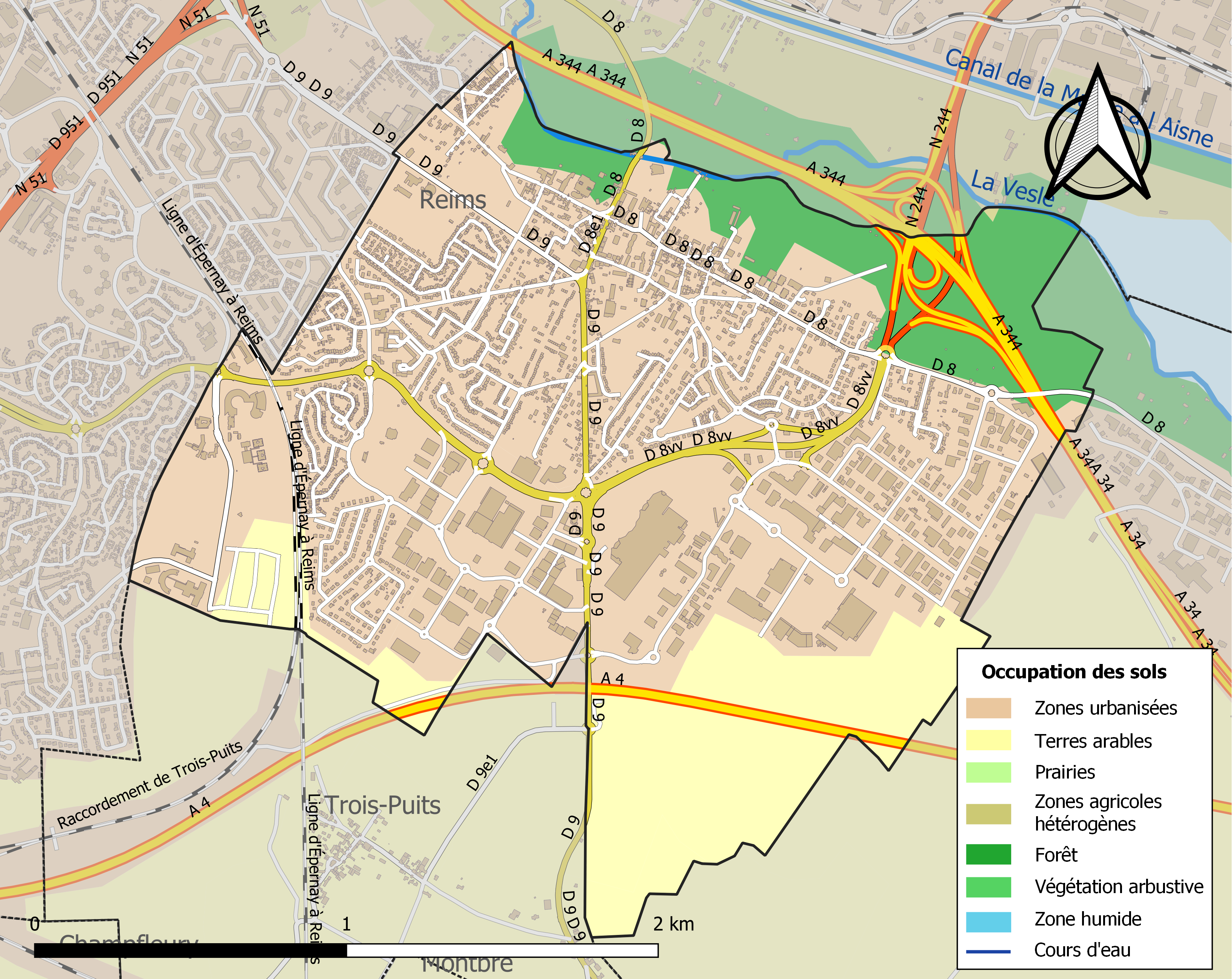

## Demografie
Onderstaande figuur toont het verloop van het inwonertal (bron: INSEE-tellingen).

## Geboren
- Bastien Dechepy (1995), voetbalscheidsrechter